# Borzești, Botoșani
Borzești este un sat în comuna Ungureni din județul Botoșani, Moldova, România. Denumirea îi vine de la boierul Borzeanca, așezat aici ca străjer în fața tătarilor de către Ștefan cel Mare. O primă atestare documentară a satului se face la 30 martie 1621, când Alexandru Iliaș voievod, întărește mănăstirii Dragomirna, pe lângă alte moșii și săliștea Borzești, ca loc de iaz și moară.
 Acest articol despre o localitate din județul Botoșani este deocamdată un ciot. Puteți ajuta Wikipedia prin completarea lui.